# Witold Czachórski
Vista da sepultura.
Witold Czachórski (29 de Junho de 1915, Kiev - 18 de Junho de 1995, Varsóvia) foi um advogado, jurista, e professor Polonês. Trabalhou principalmente com o direito civil (por exemplo, a lei das obrigações), mas também tornou-se famoso por sua atuação no direito comparado. Fora da Polônia, ele lecionou na Faculdade de Direito Comparado em Luxemburgo, e posteriormente em Estrasburgo.

## Biografia
Ele era o filho de Julian Buchalter e Anna Halina de Lenartowicz.  Em 1948, ele defendeu seu doutorado em direito na Universidade de Varsóvia (com a dissertação: Responsabilidade civil de pessoas jurídicas por danos causados por um delito), e em 1954, tornou-se, na mesma universidade, professor extraordinário de direito civil. A partir de 1962, foi professor catedrático.  Em 1971, tornou-se um membro observador, e em 1980 um membro efetivo da Academia Polonesa de Ciências. Foi Vice-Presidente do Comitê de Ciências Jurídicas da Academia Polonesa de Ciências de 1963 a 1971, e Presidente de 1978 a 1980. Entre 1989 e 1992, foi membro do Conselho da Academia Polonesa de Ciências.  Em 1984 foi nomeado membro da Sociedade Científica de Varsóvia.
Na década de 1970, ele foi presidente da Comissão Central de Qualificação de Recursos Humanos.
Czachórski também foi membro da Academia Internacional de Direito Comparado em Haia e Presidente da Comissão de Reformas do Direito Civil, preparando a emenda do Código Civil em 1990.
Em 1979, a Universidade Marii Curie-Skłodowska atribuiu-lhe o título de doutor honoris causa.  Foi igualmente honrado com esta distinção pela Universidade de Ghent.

## Obras
Czachórski deixou muitos livros didáticos no campo do direito, valorizados por advogados em todo o mundo, incluindo:
- Atos jurídicos e causais no direito civil Polonês, 1952
- Esboço de lei de contrato, parte geral , 1952;
- Bens pessoais à luz da Constituição da República Popular da Polônia , 1956;
- Coincidência de responsabilidade civil de acordo com o Código de Obrigações, 1960;
- A lei de obrigações em esboço, 1968; Compromisso.
- Esboço da palestra, 1974.[2]

Suas obras tratavam de questões civis básicas, de um ponto de vista teórico e prático, desde o direito de propriedade, até o direito de família (especificamente situações de filhos extra-conjugais, direito a propriedade em casal, e a importância das ciências médicas e biológicas para o direito de família. Seus interesses também incluíam questões de obrigações, como a responsabilidade civil e a confluência do ex delito com a responsabilidade de contrato.
Muitos de seus textos de direito comparado, publicados em também em francês, contêm considerações comparando ambas as origens e as particularidades do direito Polonês em relação às mais importantes ordens jurídicas européias. Suas publicações de direito comparado não eram apenas uma apresentação do estado da doutrina e legislação Polonesa para uso externo. Eram veículos importantes para mostrar as conexões das doutrinas Polonesa e Européia, e mostrava soluções diferentes para os mesmos problemas, com ênfase particular em requerimentos de publicidade, correções à legislação, e necessidades sociais. O efeito secundário dessas publicações foi seu impacto na doutrina doméstica, e, subsequentemente, nas tendências legislativas na Polônia.